# Föderation der Motorradfahrer der Schweiz
Die Föderation der Motorradfahrer der Schweiz (franz.: Fédération Motocycliste Suisse / ital.: Federazione Motociclistica Svizzera) ist der oberste Motorradsportverband der Schweiz und hat die Sporthoheit für den Motorradsport.
Die FMS vertritt die nationalen Interessen im Weltverband FIM und hat bei der FIM den Status eines FMN (franz.: Fédération Motocyclisme National, Träger der nationalen Sporthoheit). Entsprechend ist die Föderation der Motorradfahrer für die Umsetzung und Überwachung der internationalen Vorschriften und für die Vergabe von Lizenzen zuständig. Sie ist berechtigt, internationale FIM-Lizenzen für ihre nationalen Lizenznehmer auszustellen.
Der Verein ist ausserdem Mitglied der FIM Europe und der Swiss Olympic Association.

## Aufgaben
Der Verein und seine Ausschüsse und Kollegien organisieren die nationalen Meisterschaften, die nationalen Streckenabnahmen und den nationalen Veranstaltungskalender. Er ist auch zuständig für die Reglemente, deren Überwachung und die zugehörige Sportgerichtsbarkeit.
Ebenso sind der Verein und seine Prüfungskommission für die Ausbildung der Sportwarte (z. B. der Sportkommissare) verantwortlich.